# Otto Mejer
Otto Georg Alexander Mejer, född den 27 maj 1818 i Zellerfeld, död den 24 december 1893 i Hannover, var en tysk luthersk kyrkorättslärare.
Mejer habiliterade sig 1842 i Göttingen, där han 1847 blev professor. År 1850 blev han professor i Greifswald och året efter i Rostock. År 1874 blev han professor och geheimejustitieråd i Göttingen och 1885 president för landskonsistoriet i Hannover. Han sysselsatte sig särskilt med de av förhållandet mellan protestantism och romersk katolicism uppstående rättsliga frågorna. Tillsammans med Kliefoth utgav han 1854—59 den kyrkligt-ortodoxa Kirchliche Zeitschrift. Av hans skrifter kan nämnas Lehrbuch des deutschen Kirchenrechts (1869) och Zum Kirchenrecht des Reformationsjahrhunderts (1891).